# 七浦村 (佐賀県)
七浦村（ななうらむら）は、佐賀県藤津郡にあった村。

## 歴史
- 1889年（明治22年）4月1日 - 町村制の施行により、藤津郡音成村、飯田村が合併して村制施行し、七浦村が発足。
- 1955年（昭和30年）3月1日 - 村を二分割し、大字音成・飯田（一部）を鹿島市に、大字飯田（一部）を藤津郡太良町に編入して消滅。

## 村長
- 中村良謙